# Borislav Kostić
Borislav Kostić (o també Boris Kostić o Bora Kostić) (24 de febrer de 1887 - 3 de novembre de 1963), fou un jugador d'escacs professional iugoslau nascut a Vršac (actualment Sèrbia), llavors part de l'Imperi Austrohongarès. Ostentà el títol de Gran Mestre des de 1950.

## Biografia i resultats destacats en competició
Va aprendre a jugar als deu anys i va aconseguir un ràpid progrés al mateix temps que estudiava Comerç Oriental a Budapest. Va passar algun temps a Viena, la capital escaquística de l'època, cosa que li va permetre aconseguir la pràctica competitiva necessària per portar el seu joc a un nivell més elevat. El 1910 es va traslladar a Colònia i des d'allà va viatjar extensivament, principalment a les Amèriques, on hi va jugar contra campions locals i hi va realitzar exhibicions de les seves llegendàries habilitats com a jugador d'escacs a cegues en partides simultànies: el 1916 a Nova York va arribar a jugar contra 20 rivals, alhora que tenia amenes converses contra oponents i espectadors. Va aconseguir la sorprenent marca de (+19 -0 =1).
Kostic va jugar matxs formals contra Frank James Marshall, Jackson Showalter i Paul Leonhardt i els va guanyar a tots. A l'Havana el 1919, però, aquesta ratxa d'impressionants triomfs es va acabar amb la derrota 5-0 contra José Raúl Capablanca. També va jugar torneigs als Estats Units, incloent-hi Nova York 1916 (on va empatar per la segona-quarta plaça amb David Janowsky i Abraham Kupchik, darrere de Capablanca), Chicago 1918 i Nova York 1918, on va acabar en segon lloc darrere de Capablanca.
Al circuit europeu, va guanyar a Estocolm 1913, va acabar en segon lloc al torneig de Hastings 1919 però va tornar-hi per guanyar el 1921/1922, amb un resultat perfecte de 7/7 punts. A Trenčianske Teplice 1928, va guanyar davant d'Endre Steiner i de Friedrich Sämisch. Al fort torneig de Bled de 1931, hi va finalitzar en el desè lloc, encara que va superar llumeneres com ara Géza Maróczy, Edgard Colle i Vasja Pirc; aquest torneig, guanyat aclapadorament per Aleksandr Alekhin, va ser considerat en el seu temps com un dels més difícils de la història dels escacs. A Belgrad 1935, va compartir el títol de campió iugoslau amb Pirc i es va convertir en campió únic a Ljubljana el 1938. Va ser clar guanyador a Ljubljana aquest mateix any.
A partir de 1923 i fins a 1926, Kostic va viatjar arreu del món, incloent-hi Australàsia, l'Extrem Orient, Àfrica, l'Índia i Sibèria posant en pràctica les seves habilitats excepcionals, generant interès en els escacs i forjant nous llaços amb gent al voltant del globus. Va ser un publicista i ambaixador brillant del joc, encara que aquesta activitat va evitar probablement que aprofités al màxim el seu potencial com a jugador.
Al final dels anys 20, va fer un nou viatge a les Amèriques i va començar la seva sèrie de quatre aparicions olímpiques, representant Iugoslàvia en quatre Olimpíades d'escacs entre 1927 i fins a 1937.
Durant la Segona Guerra Mundial Kostić (que era cristià ortodox), va estar empresonat en un camp de concentració, perquè va declinar de participar en els torneigs que els nazis anomenaven "de l'Europa lliure", per a major glòria del règim nazi. Després d'això, va seguir jugant als escacs però a un nivell molt menor; la seva última aparició va ser en el torneig dels veterans de Zúric 1962, on va guanyar.
Va morir a Belgrad el 1963, als 76 anys.